# سدر اطلسی
سدر اطلسی(نام علمی: Cedrus atlantica) نام یک گونه از تیره کاجیان است.